# Симон Кананіт
Си́мон Канані́т (Симон Кананій, Симон Нігер, Симон Зилот, Ревнитель) — один з 12 апостолів Ісуса Христа.

## Євангелія
Симон Кананій був обраний Христом одним з дванадцяти апостолів та згаданий у списках приведених у чотирьох Євангеліях (Мт.10:4, Мк. 3:18, Лк. 6:15) та Діяннях Апостолів (Дії. 1:13). Ніяких інших відомостей про апостола Новий Заповіт не приводить. Кананій у перекладі означає "ревнитель" або "з Кани", і Зилот означає «ревнитель, поборник, фанатик». Це свідчило, що у нього була завзята прихильність до Бога і до віри.

## Християнська традиція

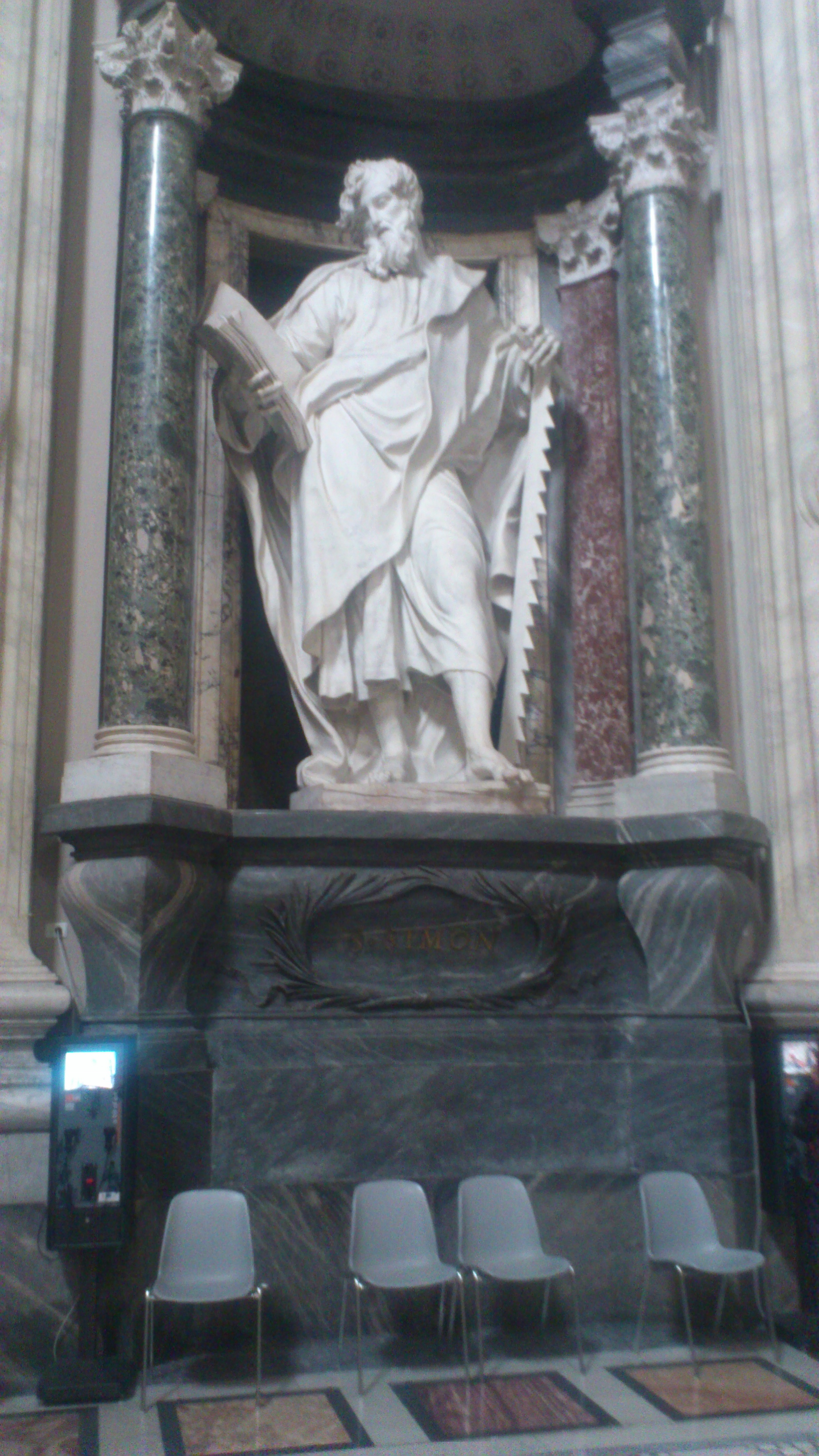
Симон Зілот. Латеранська базиліка. Рим.

Дослідники гадають, що Симон Кананіт був нареченим на весіллі в Кані Галілейській, де Ісус перетворив воду у вино.
Після вознесіння Ісуса Христа Симон Кананіт проповідував у різних країнах. За переповідями, він був також і єпископом Єрусалима і після зруйнування міста Титом Флавієм спробував повернутися зі своєю громадою назад. Він прийняв мученицьку смерть у Персії, за іншими даними — в Британії. За третьою версією переказів апостол прийняв мученицьку кончину на Чорноморському узбережжі Кавказу — був живцем розпиляний пилкою. Тому зображають Симона Кананіта часто з пилкою — знаряддям його смерті.
Прізвище Зилот іноді тлумачиться як прихильність юдейського руху зелотів. Інше тлумачення пояснює, що Симону, на відміну від Симона-Петра, дали прізвище Кананій, тому що він був родом із Кани, тому й називали його Кананій. У Римській імперії була тоді фанатична секта зилотів. Вони казали, що народ не повинен платити данини кесарю, протиставляли кесаря Єдиному Господу Богу, визнаючи Його зверхність. Але таким чином зилоти підбурювали народ до заворушень, проти чинного ладу і до повстання проти кесаря, проти Римського гноблення.

## День пам'яті
День пам'яті Симон Кананія католицька та протестантські церкви відзначають 28 жовтня (разом з днем Юди Тадея), а східні православні та греко-католицькі церкви — 10 травня.

## Вшанування пам'яті
- Пам'ятник Симону Кананіту у Ватикані

## Канонізація
Канонізований ще першими християнами.

## Образ Симона Кананіта в кінематографі
Багатосерійний фільм «Обраний»— 4 серія 2 сезону описує одну з версій його життя (Симон як член руху зелотів).